# モンテスケーノ
モンテスケーノ（伊: Montescheno）は、イタリア共和国ピエモンテ州ヴェルバーノ・クジオ・オッソラ県にある、人口約400人の基礎自治体（コムーネ）。

## 地理

### 位置・広がり
| 隣接するコムーネは以下の通り。 - アントローナ・スキエランコ - ボニャンコ - ボルゴメッツァヴァッレ - ドモドッソラ - ヴィッラドッソラ |

## 行政

### 分離集落
モンテスケーノには、以下の分離集落（フラツィオーネ）がある。
Barboniga, Cad Mater, Cat Pera, Cresti, Croppo, Ovesco, Progno, Sasso, Selve, Valeggia, Vallemiola, Zonca